# ゲオルク・ビター
ゲオルク・ビター（Friedrich August Georg Bitter、1873年8月13日 - 1927年7月30日 ）は、ドイツの植物学者である。

## 生涯
ブレーメンの穀物問屋の息子に生まれた。イエナ、ライプツィヒ、ミュンヘンで植物学を学び、1896年にキール大学から博士号を得た。ベルリン、ナポリ、ミュンスターで働いた。 1904年から、ブレーメンのオステルダイヒ（Osterdeich）に、フランツ・エルンスト・シュッテ（Franz Ernst Schütte）が寄贈した植物園でスイスの園芸家、エルンスト・ヌスバウマー（Ernst Nussbaumer）とともに、働いた。1913年にはブレーメンの議会から教授の称号を受けた。第一次世界大戦の後、ゲッティンゲン大学の植物学の教授となった。カール・プラントル（Carl Prantl）が編集し、アドルフ・エングラーらが執筆した"Die natürlichen Pflanzenfamilien"（『野生植物』）のシリーズのシダ植物の巻、"Marattiaceae, Ophioglossaceae" を執筆編集した。ブーヘナウ（F. G. P. Buchenau）の『ブレーメンとオルデンブルクの植物史』（Flora von Bremen und Oldenburg）8版の改訂もおこなった。

## 著書
- Die Gattung Acaena. 1910–1911.
- Solana africana. 1910–1911.
- Flora von Bremen und Oldenburg. 1927.